# Viola huizhouensis
Viola huizhouensis (лат.) — вид растений из рода Фиалка, обнаруженный в провинции Гуандун. Во время полевых работ в марте 2018 года по изучению моделей биоразнообразия в этом горном регионе на горе Сянтоушань был собран новый вид Viola huizhouensis.

## Описание
Viola huizhouensis наиболее похожа на Viola guangzhouensis, но отличается более толстым корневищем, отсутствием надземного стебля, иной формой листа и густым опушением прикорневой цветоножки и всего растения.
Травянистое многолетнее растение с розетчатыми прикорневыми листьями 10–15 см высотой. Корневище прямостоячее или косо-прямостоячее, довольно толстое, 4–7 мм в диаметре; столоны с верхушечной розеткой листьев, обычно дающие придаточные корни. Листья очередные; прилистники листовидные, основание сращено с черешком, густо опушенные, ланцетные, 6–8 × 1–1,5 мм, на вершине заостренные, края редко бахромчатые или бахромчато-ланцетные; черешки густо опушенные, 3–5 см длиной, узко ниспадающе-крыльчатые; лопасти от узкояйцевидных до яйцевидных, на вершине тупые, 1,5–3 × 1–2 см, тонко кожистые или картовидные, густо опушенные, абаксиально темно-фиолетовые, по 5–7 жилок с каждой стороны от средней жилки, край грубопильчатый, основание клиновидное. Цветки 15–18 мм в диаметре; цветоножки тонкие, 6–10 см длиной, опушенные, обычно превосходят листья, над серединой с двумя супротивными прицветниками; прицветники ланцетные, опушенные, 4–8 мм длиной, край цельнокрайний, вершина тупая. Чашелистики зеленые, опушенные, линейно-ланцетные, 2,7–3,7 × 0,5–1 мм, край цельнокрайний, вершина тупая, основание усеченное или округлое. Лепестки от беловатых до светло-пурпурных, с явными фиолетовыми линиями, передние с пятном от желтого до зеленого у основания; верхние лепестки от продолговатых до линейно-ланцетных, 2,5–3 × 0,5–0,8 мм, голые, край цельнокрайний, вершина тупая или эрозированная; боковые лепестки с железистыми волосками в основании, адаксиально продолговатые, 4.5–5 × ок. 1,5 мм, край цельнокрайний, вершина тупая или эрозивная; передний лепесток с короткой мешковидной шпорой у основания, широколопатчатый или веерообразный, край от цельного до слегка волнистого, вершина тупая. Тычинок 5, неравные, опушенные, пыльники теки ок. 1 мм длиной, конечные придатки ок. 0,7 мм длины, задние придатки (нектарные шпоры) двух передних тычинок 0,7–1 мм длины. Завязь от яйцевидной до эллипсоидной, ок. 0,7 мм в диаметре, опушенные; стиль ок. 1,0 мм длины, в основании заметное коленчатое тело; рыльце с толстыми краями по бокам, слегка приподнятое в средней части, на вершине коротко заостренное. Коробочка с коричневатыми линиями при созревании, яйцевидная, 6-8 мм длиной. Семена коричневые, яйцевидные, 1–1,5 мм в длину. Цветет с марта по июнь, плодоносит с апреля по июль. Судя по её слегка двухлопастному рыльцу и столонам, увенчанным розетками листьев, Viola huizhouensis должна быть членом секции Diffusae, которая ранее рассматривалась Becker как подраздел Diffusae в секции Viola. Ближайшим родственником V. huizhouensis по морфологическим признакам может быть V. guangzhouensis. У них было несколько общих характеристик, например, хорошо развитое корневище и бородатые боковые лепестки. Однако новый вид можно отличить от Viola guangzhouensis по более толстому корневищу; отсутствие надземного стебля; различная форма листа (тупая вершина, никогда не острая по сравнению с острой вершиной); и густое опушение базальной цветоножки и всего растения (по сравнению с редкоопушенной или почти голой базальной цветоножкой и голым стеблем).

## Экология
Популяции Viola huizhouensis были обнаружены только в Дареньяне, Национальном природном заповеднике Сянтоушань, провинция Гуандун. Было замечено, что этот вид растет на влажных скалах и скалах в широколиственных лесах на высоте от 400 до 800 м над уровнем моря. Его известные места хорошо защищены, и для определения его распространения необходимы дополнительные полевые исследования.